# Deutsche Schwimmmeisterschaften 2025
Die 136. Deutschen Meisterschaften im Schwimmen fanden vom 1. bis 4. Mai 2025 zum 21. Mal in Folge in der Schwimm- und Sprunghalle im Europasportpark Berlin statt und wurden vom Deutschen Schwimm-Verband organisiert.

## Rekorde
Sven Schwarz stellte über 800 Meter Freistil in 7:38,12 Minuten einen neuen Europarekord auf. Einen neuen Deutschen Rekord konnten Luca Nik Armbruster in 22,92 Sekunden über 50 Meter Schmetterling sowie Anna Elendt in 2:23,54 Minuten über 200 Meter Brust aufstellen.

## Deutsche Meister
| Disziplin              | Männer                                                                                | Männer                                                                                | Männer                                                                              | Frauen                                                                              | Frauen                                                                              | Frauen       |
| Disziplin              | Name                                                                                  | Verein                                                                                | Zeit                                                                                | Name                                                                                | Verein                                                                              | Zeit         |
| 050 m Freistil         | Josha Salchow                                                                         | SV Nikar Heidelberg                                                                   | 22,03                                                                               | Nina Holt                                                                           | SC Magdeburg                                                                        | 24,90        |
| 050 m Freistil         | Josha Salchow                                                                         | SV Nikar Heidelberg                                                                   | 22,03                                                                               | Angelina Köhler                                                                     | SG Neukölln                                                                         | 24,90        |
| 100 m Freistil         | Josha Salchow                                                                         | SV Nikar Heidelberg                                                                   | 48,02                                                                               | Nina Holt                                                                           | SC Magdeburg                                                                        | 53,90        |
| 200 m Freistil         | Lukas Märtens                                                                         | SC Magdeburg                                                                          | 1:44,25                                                                             | Nina Holt                                                                           | SC Magdeburg                                                                        | 1:58,33      |
| 400 m Freistil         | Lukas Märtens                                                                         | SC Magdeburg                                                                          | 3:40,61                                                                             | Isabel Gose                                                                         | SC Magdeburg                                                                        | 4:03,65      |
| 800 m Freistil         | Sven Schwarz                                                                          | W98 Hannover                                                                          | 7:38,12 (ER)                                                                        | Isabel Gose                                                                         | SC Magdeburg                                                                        | 8:20,42      |
| 1500 m Freistil0       | Florian Wellbrock                                                                     | SC Magdeburg                                                                          | 14:36,25                                                                            | Isabel Gose                                                                         | SC Magdeburg                                                                        | 15:52,34     |
| 050 m Brust            | Melvin Imoudu                                                                         | Potsdamer SV                                                                          | 27,14                                                                               | Anna Elendt                                                                         | SG Frankfurt                                                                        | 30,48        |
| 100 m Brust            | Lucas Matzerath                                                                       | SG Frankfurt                                                                          | 59,19                                                                               | Anna Elendt                                                                         | SG Frankfurt                                                                        | 1:05,72      |
| 200 m Brust            | Lucas Matzerath                                                                       | SG Frankfurt                                                                          | 2:11,43                                                                             | Anna Elendt                                                                         | SG Frankfurt                                                                        | 2:23,54 (NR) |
| 050 m Rücken           | Ole Braunschweig                                                                      | SG Neukölln                                                                           | 24,83                                                                               | Lise Seidel                                                                         | SC Chemnitz                                                                         | 28,89        |
| 100 m Rücken           | Cornelius Jahn                                                                        | Ahrensburger TSV                                                                      | 54,30                                                                               | Lise Seidel                                                                         | SC Chemnitz                                                                         | 1:00,93      |
| 200 m Rücken           | Lukas Märtens                                                                         | SC Magdeburg                                                                          | 1:56,00                                                                             | Lise Seidel                                                                         | SC Chemnitz                                                                         | 2:10,81      |
| 050 m Schmetterling    | Luca Nik Armbruster                                                                   | SG Neukölln                                                                           | 22,92 (NR)                                                                          | Angelina Köhler                                                                     | SG Neukölln                                                                         | 25,86        |
| 100 m Schmetterling    | Luca Nik Armbruster                                                                   | SG Neukölln                                                                           | 51,21                                                                               | Angelina Köhler                                                                     | SG Neukölln                                                                         | 56,51        |
| 200 m Schmetterling    | Louis Schubert                                                                        | SSG Leipzig                                                                           | 1:58,44                                                                             | Leni von Bonin                                                                      | Dresdner SC                                                                         | 2:13,15      |
| 200 m Lagen            | Jeremias Pock                                                                         | 1. FCN Schwimmen                                                                      | 2:00,07                                                                             | Noelle Benkler                                                                      | SV Nikar Heidelberg                                                                 | 2:13,80      |
| 400 m Lagen            | Cedric Büssing                                                                        | SG Essen                                                                              | 4:13,56                                                                             | Noelle Benkler                                                                      | SV Nikar Heidelberg                                                                 | 4:44,02      |
| 4×100 m Freistil       | SG Frankfurt Sebastian Pierre-Louis, Maximillian Warkentin, Tobias Düll, Simon Bucher | SG Frankfurt Sebastian Pierre-Louis, Maximillian Warkentin, Tobias Düll, Simon Bucher | 3:22,51                                                                             | SG Frankfurt Pia Helli Henning, Stella Lentge, Marie Strohalm, Christina Lehr       | SG Frankfurt Pia Helli Henning, Stella Lentge, Marie Strohalm, Christina Lehr       | 3:52,80      |
| 4×200 m Freistil       | SG Frankfurt Oliver Klement, Tobias Düll, David Vandenhirtz, Maximillian Warkentin    | SG Frankfurt Oliver Klement, Tobias Düll, David Vandenhirtz, Maximillian Warkentin    | 7:31,30                                                                             | SG Frankfurt Christina Lehr, Marie Strohalm, Eva Petrovska, Stella Lentge           | SG Frankfurt Christina Lehr, Marie Strohalm, Eva Petrovska, Stella Lentge           | 8:34,44      |
| 4×100 m Lagen          | SG Frankfurt Fritz Dietz, Melvyn Faber-Billot, Simon Bucher, Maximillian Warkentin    | SG Frankfurt Fritz Dietz, Melvyn Faber-Billot, Simon Bucher, Maximillian Warkentin    | 3:40,28                                                                             | SG Frankfurt Masniari Wolf, Anna Elendt, Stella Lentge, Christina Lehr              | SG Frankfurt Masniari Wolf, Anna Elendt, Stella Lentge, Christina Lehr              | 4:11,03      |
| 4×100 m Freistil Mixed | SG Essen Moritz Schaller, Philipp Peschke, Nina Sandrine Jazy, Julianna Dora Bocska   | SG Essen Moritz Schaller, Philipp Peschke, Nina Sandrine Jazy, Julianna Dora Bocska   | SG Essen Moritz Schaller, Philipp Peschke, Nina Sandrine Jazy, Julianna Dora Bocska | SG Essen Moritz Schaller, Philipp Peschke, Nina Sandrine Jazy, Julianna Dora Bocska | SG Essen Moritz Schaller, Philipp Peschke, Nina Sandrine Jazy, Julianna Dora Bocska | 3:28,02      |
| 4×200 m Freistil Mixed | SV Cannstatt Jan Niklas Schmidt, Marc Sauer, Kim Emely Herkle, Marian Plöger          | SV Cannstatt Jan Niklas Schmidt, Marc Sauer, Kim Emely Herkle, Marian Plöger          | SV Cannstatt Jan Niklas Schmidt, Marc Sauer, Kim Emely Herkle, Marian Plöger        | SV Cannstatt Jan Niklas Schmidt, Marc Sauer, Kim Emely Herkle, Marian Plöger        | SV Cannstatt Jan Niklas Schmidt, Marc Sauer, Kim Emely Herkle, Marian Plöger        | 7:51,54      |
| 4×100 m Lagen Mixed    | SG Frankfurt Masniari Wolf, Anna Elendt, Simon Bucher, Tobias Düll                    | SG Frankfurt Masniari Wolf, Anna Elendt, Simon Bucher, Tobias Düll                    | SG Frankfurt Masniari Wolf, Anna Elendt, Simon Bucher, Tobias Düll                  | SG Frankfurt Masniari Wolf, Anna Elendt, Simon Bucher, Tobias Düll                  | SG Frankfurt Masniari Wolf, Anna Elendt, Simon Bucher, Tobias Düll                  | 3:53,00      |